# Бофалора д'Ада
Бофало̀ра д'А̀да (на италиански: Boffalora d'Adda, на западноломбардски: Bufalora, Буфалора) е село и община в Северна Италия, провинция Лоди, регион Ломбардия. Разположено е на 68 m надморска височина. Населението на общината е 1710 души (към 2012 г.).